# Head to Toe (The Breeders)
Head to Toe is een ep van de Amerikaanse band The Breeders. De ep kwam uit in 1994 bij 4AD en Elektra Records. De ep bevat covers van Guided by Voices en Sebadoh.

## Nummers
Alle nummers zijn geschreven door Kim Deal, tenzij anders vermeld.
1. "Head to Toe" – 2:06
2. "Shocker in Gloomtown" (Robert Pollard) – 1:17
3. "Freed Pig" (Lou Barlow) – 2:35
4. "Saints" - 2:32